# Zhi
Zhi – wykonane z brązu rytualne naczynie do wina, używane w starożytnych Chinach (epoki Shang i Zhou). Miało postać niedużej czarki, niekiedy z przykrywką.